# Eduard Schön (skladatel)
Eduard Schön, známý též jako Eduard S. Engelsberg nebo E. S. Engelsberg (23. ledna 1825, Andělská Hora – 27. května 1879, Jeseník nad Odrou) byl český hudební skladatel německé národnosti.
Narodil se v rodině tkalcovského mistra Antona Schöna. Po smrti jeho matky se nabídl s výchovou chlapce pomoci jeho strýc Florian Schön, olomoucký farář (u sv. Michala). Eduard pak chodil na gymnázium v Olomouci a vystudoval i práva na olomoucké univerzitě. Po absolutoriu odešel do Vídně, kde pracoval na ministerstvu financí, ale také si udělal doktorát na Vídeňské univerzitě (1850) a začal studovat hudební kompozici. Začal i komponovat, zaměřoval se přitom zejména na vokální skladby pro sbory. V roce 1852 ve Vídni také založil akademický pěvecký sbor. Složil celkem 169 skladeb pro mužský sbor, často humorného obsahu nebo sociálně laděné (např. Vor dem Sturm) a proto oblíbené mezi dělnickými pěveckými spolky. V roce 1879 byl penzionován kvůli zdravotním problémům. Krátce na to zemřel, během návštěvy svého bratrance v Jeseníku nad Odrou. Pohřben byl ve Vídni.
Pseudonym Engelsberg vycházel z německého názvu jeho rodné Andělské Hory na Bruntálsku. Někdy byl nazýván „moravský Schubert“.